# شيلا أتيم
شيلا أتيم هي ممثلة بريطانية أوغندية المولد ولدت في يناير 1991.

## روابط خارجية
شيلا أتيم على موقع IMDb (الإنجليزية)
- شيلا أتيم على موقع ميوزك برينز (الإنجليزية)
- شيلا أتيم على موقع قاعدة بيانات الفيلم (الإنجليزية)